# Giraffatitan
Giraffatitan (Latin/grekiska: jättegiraff), tidigare Brachiosaurus brancai och tillhörande familjen brachiosaurider inom huvudgruppen Sauropoder är en av de största kända dinosaurierna. Bland nära släktingar kan förutom Brachiosaurus nämnas Sauroposeidon, Dinodocus och Pelerosaurus.
Tidigare räknades djuret som en art inom släktet Brachiosaurus men klassas numera som ett eget släkte. Giraffatitan levde i Östafrika under jura för 150-145 miljoner år sedan. Ett nästan fullständigt skelett grävdes fram i början av 1900-talet och kan nu beskådas i Berlin. Det är världens största monterade dinosaurieskelett, 23 meter långt och 12 meter högt. Det är emellertid mycket som tyder på att djuret kunde bli ännu större då man hittat enstaka ben som är betydligt större än motsvarande ben på exemplaret i Berlin. Kanske kunde den bli upp till 30 meter lång med en beräknad vikt upp till 80 ton. Som jämförelse väger en afrikansk elefanthanne i genomsnitt knappt 6 ton.
Liksom alla andra brachiosaurider hade Giraffititan längre framben än bakben, en massiv kropp understödd av pelarlika ben och en lång hals. Som hos alla andra sauropoder gick Giraffatitan på fyra ben, halsen var mycket lång men svansen var (liksom hos andra brachiosaurider) kortare än hos andra Sauropodfamiljer som till exempel diplodociderna. Kroppsbyggnaden påminner om en giraffs.
Som alla andra sauropoder var den herbivor (växtätare) och levde i flock. Näsborren var liksom hos Brachiosaurus placerad högt upp på huvudet vilket man tidigare ansåg var främsta beviset på att dessa djur var vattenlevande. Man antog att de helt enkelt var för stora för att klara sig på land. Dagens forskare avvisar denna teori helt, bl.a. hade vattentrycket krossat lungorna på djuren om de var nästan helt täckta av vatten. Dessutom är benen fyllda av gropar och håligheter vilket gör kroppstyngden mindre.